# استهال
استهال (به انگلیسی: Asthall) یک روستا و محله مدنی در بریتانیا است که در آکسفوردشر غربی واقع شده‌است. استهال ۲۵۲ نفر جمعیت دارد.